# Euphorbia dolichoceras
Euphorbia dolichoceras är en törelväxtart som beskrevs av Susan Carter. Euphorbia dolichoceras ingår i släktet törlar, och familjen törelväxter. Inga underarter finns listade i Catalogue of Life.